# داریو آلبرتو ژیگنا
داریو آلبرتو ژیگنا (انگلیسی: Darío Alberto Gigena؛ زادهٔ ۲۱ ژانویهٔ ۱۹۷۸) بازیکن فوتبال اهل آرژانتین است.
از باشگاه‌هایی که در آن بازی کرده‌است می‌توان به باشگاه ورزشی فورتالزا، باشگاه فوتبال رایو وایکانو، و باشگاه فوتبال اتلتیکو هوراکان اشاره کرد.